# Mike Merlo

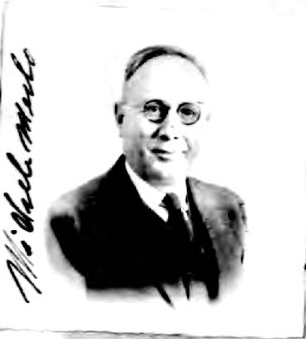
Mike Merlo

Mike Merlo alias Michelangelo Merloi (* 4. Januar 1880 in Vizzini, Sizilien; † 8. November 1924 in Chicago, Illinois) war ein italoamerikanischer Politiker, Präsident der Unione Siciliana, und unterhielt enge Verbindungen zu Mobstern des Chicago Outfit; insbesondere zu Al Capone.

## Leben
Im Alter von neun Jahren emigrierte Michelangelo Merloi mit seiner Familie nach Chicago, durch die Emigration war der Familienname auf Merlo gekürzt worden. 1902, im Alter von 22 Jahren, verlor er seinen Vater, der im Alter von 52 einen Herzschlag erlitten hatte und lebte dann alleine mit seiner kranken Mutter.
Möglicherweise war es dieser Umstand, der ihn in Kontakt mit der Unione Siciliana brachte, einem Hilfsverein für gebürtige Sizilianer, der jedoch schon bald derartig vom organisierten Verbrechen, insbesondere durch Ignazio Saietta und seiner Black Hand Gang, unterwandert war, dass es sogar Stimmen gab, es handle sich bei der Unione um eine Gründung der Cosa Nostra selbst.
Während der Alkoholprohibition war Merlo ein wichtiger Stabilitätsfaktor zwischen den entgegenlaufenden Interessen des Chicago Outfit, der North Side Gang und der Genna-Familie.
Merlo erkrankte an Krebs und starb am 8. November 1924. Seine Beerdigung auf dem Mount Carmel Cemetery (Hillside) war ein gesellschaftliches Ereignis; allein die Blumendekoration soll 10.000, eine Wachsnachbildung seiner Person 5.000 US-Dollar gekostet haben.

## Nachlass
Der Tod Merlos wurde ausgenutzt, um Dean O’Banion, Boss der North Side Gang, umzubringen, dem durch die zahlreichen ermordeten Gangster mit seinem Blumengeschäft eine lukrative legale Nebeneinnahme beschieden war. Es lag eine entsprechende Bestellung für Mike Merlo vor und angesichts dessen natürlichen Todes lag nichts verdächtiges darin, als das Trio Frankie Yale, John Scalise und Albert Anselmi zwei Tage später am 10. November 1924 den Laden von Dean O’Banion betraten, um die Bestellung für die Beerdigung Merlos abzuholen. Der als unauffällig geltende Yale, Präsident der Unione in New York City, schüttelte O’Banion die Hand und hielt sie fest; seine beiden Begleiter eröffneten daraufhin das Feuer auf den Iren.
Die nachfolgende Präsidentschaft über die Unione Siciliana war dabei parallel tödlich umkämpft, die unmittelbaren Nachfolger Merlos wurden alle ermordet.

## Film und Filmzitate
- 1987: The Untouchables – Die Unbestechlichen; Merlo wird durch Vince Viverito dargestellt.